# AirPort Extreme

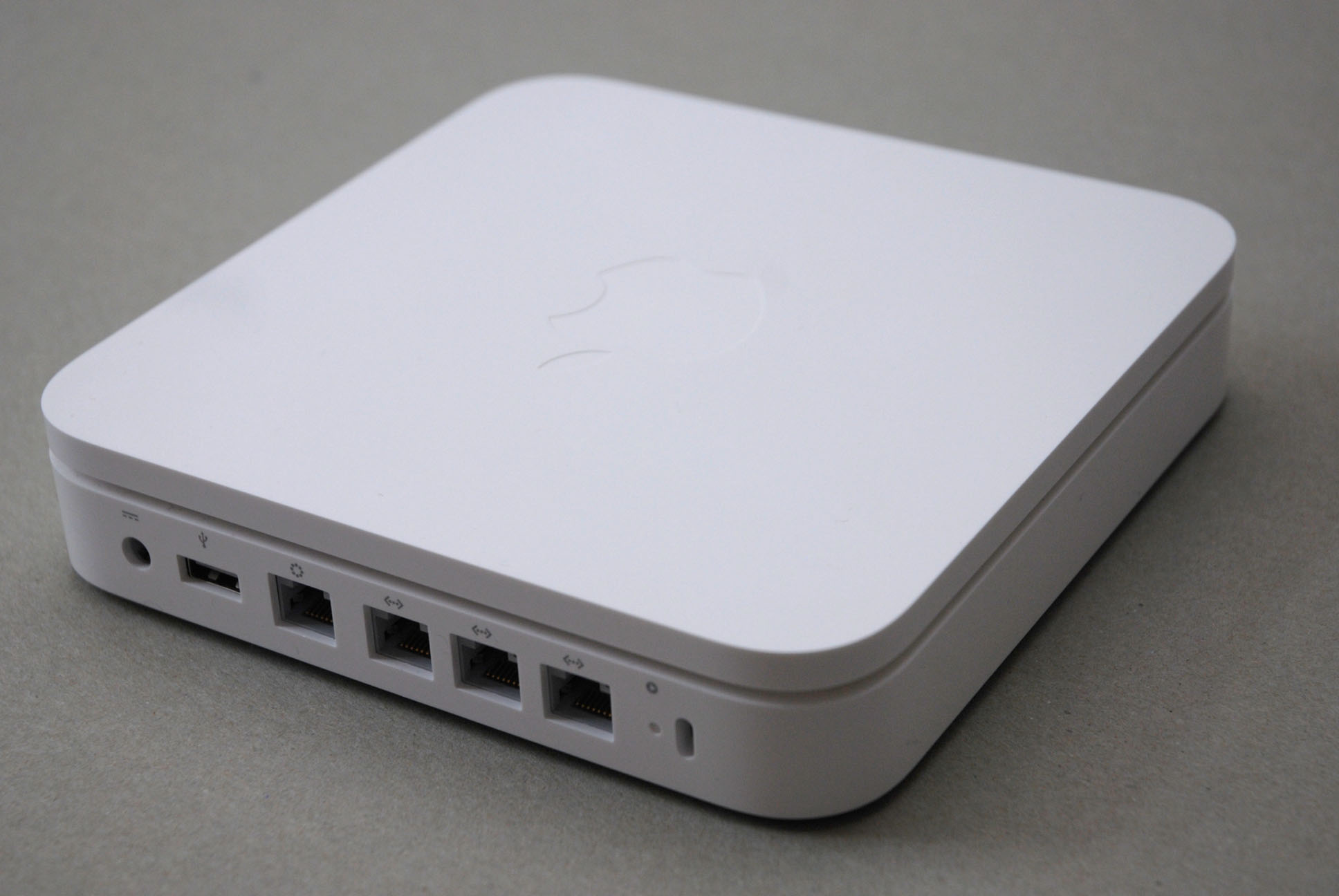
Estación Base AirPort Extreme (back)

El AirPort Extreme es una pasarela residencial fabricada por Apple Inc. que combina la funcionalidad de un  enrutador, un conmutador de red, un punto de acceso inalámbrico y  NAS, así como otras funciones diversas. El último modelo, la sexta generación, soporta redes  802.11ac, además de las otras normas más antiguas. Las versiones del mismo sistema con un disco duro integrado accesible desde la red se conocen como Time Capsule.
El nombre de "AirPort Extreme" se refería originalmente a uno cualquiera de los productos de Apple Airport que implementaban el (entonces) reciente introducción estándar Wi-Fi 802.11g, diferenciándolo de los dispositivos anteriores que llevaban normas 802.11a y b más lentas . En ese momento la parte de la puerta de enlace de estos equipos era conocida como AirPort Extreme Base Station. 
Con la incorporación de las normas aún más rápidas Draft-N a principios de 2009 se ha cambiado el uso de dicho nombre, y desde entonces sólo la puerta de entrada ha sido conocido como el AirPort Extreme. Varias mejoras menores siguieron, sobre todo para cambiar la antena y la potencia de emisión Wi-Fi. En 2013, una importante actualización añadió el soporte del protocolo 802.11ac y más antenas internas.

## Versiones

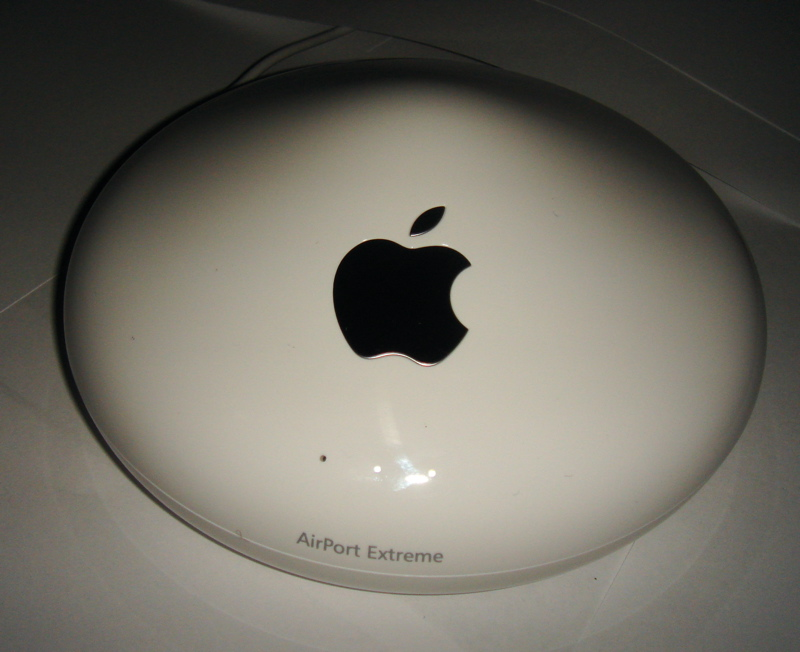
Estación Base AirPort Extreme Original/UFO, (obsoleta)

El AirPort Extreme ha pasado por tres formas físicas distintas. Los primeros modelos tenían una caja similar a la Estación Base AirPort original, con una carcasa redonda conocida como "platillo volante". 
De 2007 a 2013, el Extreme tenía una caja de plástico blanco rectangular de bordes redondeados, similar en diseño y tamaño al Mac mini o Apple TV anteriores. 
El modelo 2013 802.11ac fue re-encajado en una caja vertical, de un alto mayor que el lado de su base cuadrada.
A inicios de 2012, Apple lanzó un nuevo modelo que ofrece una operación simultánea de banda dual de 802.11n para permitir a aparatos más antiguos usar las velocidades inalámbricas más lentas sin afectar el rendimiento global de los aparatos que puedan usar las velocidades mayores de 802.11n. Al reconfigurar la antena interna inalámbrica, Apple logró una mejora del 50% en el rendimiento y 25% mejor rango inalámbrico en el modelo de cuarta generación.

## Tabla comparativa
| Lanzamiento           | Alias comercial | Caja  | AirPort Extreme | Modelo   | Estándar Wireless  | Gigabit Ethernet | Red Invitada[3] | Banda-Tx/Rx                              | MIMO                  | IPv6 router mode***     |
| --------------------- | --------------- | ----- | --------------- | -------- | ------------------ | ---------------- | --------------- | ---------------------------------------- | --------------------- | ----------------------- |
| 7 de enero de 2003    | Original/round  | UFO   | M8799LL/A       | A1034    | 802.11b/g          | No               | No              | Single band 2.4 GHz                      | No                    | No                      |
| 9 de enero de 2007    | 1st generation  | Hori. | MA073LL/A       | A1143    | 802.11a/b/g/n*     | No               | No              | Dual band 2.4 GHz or 5 GHz               | 3×3:2                 | No                      |
| 7 de agosto de 2007   | 2nd generation  | Hori. | MB053LL/A       | A1143    | 802.11a/b/g/n*     | Sí               | No              | Dual band 2.4 GHz or 5 GHz               | 3×3:2                 | No                      |
| 3 de marzo de 2009    | 3rd generation  | Hori. | MB763LL/A       | A1301    | 802.11a/b/g/n*     | Sí               | Sí              | Dual band (simultáneo) 2.4 GHz and 5 GHz | 2×2:2 (en cada banda) | No                      |
| 20 de octubre de 2009 | 4th generation  | Hori. | MC340LL/A       | A1354[4] | 802.11a/b/g/n      | Sí               | Sí              | Dual band (simultáneo) 2.4 GHz and 5 GHz | 3×3:3 (en cada banda) | Sí, pero no sobre PPPoE |
| 21 de junio de 2011   | 5th generation  | Hori. | MD031LL/A       | A1408    | 802.11a/b/g/n      | Sí               | Sí              | Dual band (simultáneo) 2.4 GHz and 5 GHz | 3×3:3 (en cada banda) | Sí, pero no sobre PPPoE |
| 10 de junio de 2013   | 6th generation  | Vert. | ME918LL/A       | A1521    | 802.11a/b/g/n/ac** | Sí               | Sí              | Dual band (simultáneo) 2.4 GHz and 5 GHz | 3×3:3 (en cada banda) | Sí                      |
* 802.11n soporta  especificación-draft en modelos de 1ª a 3ª generación.
** 802.11ac soporta  especificación-draft en el modelo de 6ª generación .
*** Todos los modelos son compatibles con IPv6 modo túnel .